# Кјаја Романа (Фрозиноне)
Кјаја Романа је насеље у Италији у округу Фрозиноне, региону Лацио.
Према процени из 2011. у насељу је живело 42 становника. Насеље се налази на надморској висини од 248 м.